# Gmina Kruszyna
Die Gmina Kruszyna ist eine Landgemeinde im Powiat Częstochowski der Woiwodschaft Schlesien in Polen. Ihr Sitz ist das gleichnamige Dorf mit etwa 1000 Einwohnern.

## Gliederung
Zur Landgemeinde Kruszyna gehören elf Ortschaften mit einem Schulzenamt:
Baby
Bogusławice
Jacków
Kijów
Lgota Mała
Łęg
Pieńki Szczepockie
Teklinów
Widzów
Widzówek
Wikłów
Weitere Orte der Gemeinde sind:
Antoniów
Cegielnia-Leśniczówka
Gajówka Kruszyna
Kuźnica
Młynek
Przerębów
Wapiennik-Leśniczówka

## Politik

### Bürgermeister
An der Spitze der Verwaltung steht die Gemeindevorsteherin. Ab 2010 war dies Jadwiga Zawadzka, die mit ihrem eigenen Wahlkomitee antrat. Die turnusmäßige Wahl im April 2024 brachte folgendes Ergebnis:
- Joanna Zasępa (Wahlkomitee „Gemeinsam für die Gemeinde Kruszyna“) 38,0 % der Stimmen
- Tomasz Maj (Wahlkomitee Tomasz Maj) 31,6 % der Stimmen
- Jadwiga Zawadzka (Wählervereinigung Jadwiga Zawadzka) 30,4 % der Stimmen

Nachdem Amtsinhaberin Zawadzka bereits im ersten Wahlgang ausgeschieden war, setzte sich Zasępa, die der Nowa Lewica angehört, im zweiten Wahlgang mit 50,5 % der Stimmen gegen das PiS-Mitglied Maj durch und wurde neue Gemeindevorsteherin.
Die turnusmäßige Wahl im Oktober 2018 brachte folgendes Ergebnis:
- Jadwiga Zawadzka (Wählervereinigung Jadwiga Zawadzka) 59,8 % der Stimmen
- Joanna Zasępa (Wahlkomitee „Für Menschen – Mit Menschen“) 40,2 % der Stimmen

Damit wurde Amtsinhaberin Zawadzka bereits im ersten Wahlgang wiedergewählt.

### Gemeinderat
Der Gemeinderat von Kruszyna besteht aus 15 Mitgliedern, die in Einpersonenwahlkreisen gewählt werden. Die Wahl 2024 führte zu folgendem Ergebnis:
- Wahlkomitee „Gemeinsam für die Gemeinde Kruszyna“ 33,2 % der Stimmen, 5 Sitze
- Wählervereinigung Jadwiga Zawadzka 26,9 % der Stimmen, 5 Sitze
- Wahlkomitee Tomasz Maj 17,5 % der Stimmen, kein Sitz
- Wahlkomitee „Eine Gemeinsame Zukunft“ 9,6 % der Stimmen, 2 Sitze
- Trzecia Droga (TD) 7,4 % der Stimmen, 1 Sitz
- Wahlkomitee „Gemeinsam in die Zukunft“ 3,0 % der Stimmen, 1 Sitz
- Wahlkomitee Joanna Gołda 2,5 % der Stimmen, 1 Sitz

Die Wahl 2018 führte zu folgendem Ergebnis:
- Wählervereinigung Jadwiga Zawadzka 38,1 % der Stimmen, 6 Sitze
- Prawo i Sprawiedliwość (PiS) 15,6 % der Stimmen, 1 Sitz
- Wahlkomitee „Transparente Gemeinde Kruszyna“ 10,5 % der Stimmen, 2 Sitze
- Sojusz Lewicy Demokratycznej (SLD) / Lewica Razem (Razem) 9,9 % der Stimmen, 3 Sitze
- Wahlkomitee „Für Menschen – Mit Menschen“ 9,4 % der Stimmen, 1 Sitz
- Wahlkomitee „Gemeinsam für die Gemeinde Kruszyna“ 7,0 % der Stimmen, 2 Sitze
- Wahlkomitee „Jung für die Gemeinde Kruszyna“ 6,6 % der Stimmen, kein Sitz
- Übrige 3,0 %, kein Sitz

## Verkehr
Der Bahnhof Widzów Teklinów und der Haltepunkt Jacków an der Bahnstrecke Warszawa–Katowice liegen im Gemeindegebiet.